# Peiròlas (Gard)
Peiròlas (en francès Peyrolles) és un municipi francès situat al departament del Gard i a la regió d'Occitània.